# Jonathan Tuffey
Jonathan ("Jonny") Tuffey (Banbridge, 20 januari 1987) is een Noord-Iers voetballer die speelt als doelman. In januari 2021 verruilde hij Glenavon voor Crusaders. Tuffey debuteerde in 2008 in het Noord-Iers voetbalelftal.

## Clubcarrière
Tuffey startte zijn carrière in 2003 bij de Engelse club Coventry City, waarnaar hij gehaald was door scout Willie McKeown. Hij doorliep de jeugdopleiding van de Sky Blues, maar speelde nooit voor het eerste elftal. Hij was hoogstens derde keus in de pikorde. In mei 2006 tekende hij bij het Schotse Partick Thistle. Hij maakte zijn debuut in september in een 2-1-overwinning tegen Hamilton Academical. In de wedstrijd erna kreeg Tuffey zes goals om zijn oren tegen Gretna. Hij keepte dat seizoen nog veertien duels.
In het seizoen 2007/08 was Tuffey eerste keeper geworden bij Partick. In maart 2008 werd hij verkozen tot Speler van de Maand. Het seizoen erna keepte de Noord-Ierse doelman zelfs alle duels. Een nieuw contract bij Partick wees hij af en hij tekende voor Inverness Caledonian Thistle. Aan het eind van het seizoen 2011/12 verliet hij Inverness. Hij tekende kort daarna een contract bij St. Johnstone. In de zomer van 2013 maakte Tuffey, na het aflopen van zijn contract, transfervrij de overstap naar Linfield. Bij St. Johnstone kwam hij namelijk niet aan speeltijd toe. Na twee jaar liet hij die club weer achter zich en tekende hij voor Glenavon. In januari 2021 nam Crusaders de doelman over.

## Interlandcarrière
Tuffey debuteerde op 19 november 2008 in het Noord-Iers voetbalelftal tegen Hongarije. Zijn tweede interland was tegen Italië. In dat duel stopte hij een strafschop van Giampaolo Pazzini.

## Erelijst
| Competitie     |          |                  |          |          |
| Competitie     | Aantal   | Jaren            |          |          |
| Glenavon       | Glenavon | Glenavon         | Glenavon | Glenavon |
| -------------- | -------- | ---------------- | -------- | -------- |
| Irish Cup      | 1        | 2015/16          |          |          |
| Charity Shield | 1        | 2016/17          |          |          |
| Crusaders      |          |                  |          |          |
| Irish Cup      | 2        | 2021/22, 2022/23 |          |          |
| Charity Shield | 2        | 2022/23, 2023/24 |          |          |